# 勒罗伊·格鲁曼
勒罗伊·格鲁曼（英語：Leroy Grumman；1895年1月4日—1982年10月4日）生於紐約州，是美国著名的工业家和航空学工程师，格鲁门公司的创始人。

## 生平
1916年格鲁曼在康奈尔大学获得工程学学位。在海军预备队服役时在佛罗里达彭萨科拉接受了高级飞行训练最终成为飞行教官。后来海军送格鲁曼去麻省理工学院学习当时还是全新学科的航空工程。1919年美国海军派格鲁曼到洛宁飞行器工程公司监督海军定购的50架单翼飞机的制造。由于格鲁曼优异的表现，1920年该公司决定雇格鲁曼做该公司的总经理。1929年洛宁飞行器工程公司被契石飞行器公司收购并搬至宾夕法尼亚，格鲁曼和杰克·斯沃巴尔以及一些属下决定退出并成立自己的公司。格鲁曼和杰克·斯沃巴尔都是长岛人，他们决定把新公司的地址选在长岛。1930年1月2日，新公司在Baldwin一个曾属于Cox-Klemin飞行器公司的废弃厂房里开张。公司一开始主要的业务为维修损坏的洛宁水陆两用飞机以及制造卡车车身。格鲁曼公司的第一架飞机是为美国海军生产的带可收放起落架的双翼双座机"格鲁曼FF-1"。随后格鲁曼还设计了几种成功的飞机。由于格鲁曼公司的产品的高可靠性，人们经常把格鲁曼公司生产的飞机成为“格鲁曼铁器”。

### 二战
1939年时格鲁曼公司还只是一家仅有一个门卫的小公司。1940年法国和英国开始定购时速330英里的F4F野猫型飞机。1943年格鲁曼公司的员工达到25,500人。其主要产品为F4F野猫型战斗机，F6F地狱猫型战斗机和TBF复仇者型鱼雷轰炸机。TBF复仇者型鱼雷轰炸机时二战时制造的最大的单引擎飞机。1945年3月格鲁曼公司的月产量达到了664架，创造了至今没能被打破的记录。同其他军用飞机制造商一样，格鲁曼公司战后经历了一段萧条。但是格鲁曼成功的带领公司转型，找到了新的民用飞机市场。由于其成功管理，格鲁曼公司仅仅裁掉了5000名员工，并且保留了很多退伍兵的工作。这一阶段格鲁曼公司的著名产品有Agcat农用机和湾流商用机。在阿波罗计划中格鲁曼公司制造了登月舱。1966年格鲁曼退休。
1982年10月4日逝世，享年87岁。

## 荣誉
格鲁曼一生获得很多荣誉，但是其最显要的荣誉是2001年他超过查尔斯·林白获得了航空方面的“世纪长岛人”称号。